# De ring der Merenbergers
De ring der Merenbergers is het elfde stripalbum uit de reeks Johan en Pirrewiet. Het verhaal verscheen voor het eerst in 1960 en 1961 in de nummers 1167 tot en met 1201 van weekblad Spirou. Het album volgde in 1962.

## Verhaal
Johan en Pirrewiet worden in een herberg gestoord door hertog Huibert van Merenberg, die net ontsnapt is uit het slot van IJsbrand van Kerkersteen. Hij vertelt dat hij 3 jaar geleden gevangengenomen werd en dat niemand het losgeld betaalde. Hij wil uitzoeken waarom. Johan en Pirrewiet halen een paard voor de hertog in een stad op 10 mijl afstand. Als onderpand geeft de hertog zijn kostbare ring. Tijdens hun afwezigheid wordt de hertog weer gevangengenomen. De herbergier heeft het overleefd en kan ook getuigen wie achter de misdaad zit. Hij, Johan en Pirrewiet gaan daarom naar het slot van de hertog. In het dorp zien ze een optocht waarin de hertog rijdt samen met de verrader, Arent. Pirrewiet denkt dat die hertog een dubbelganger moet zijn die de verrader gebruikt om zelf de macht te grijpen.
Johan wil zekerheid en besluit de hertog op te zoeken in zijn slot. Die maakt een verwarde indruk maar weet toch nog dat hij zijn ring heeft gegeven. Het is dus de echte hertog. De verrader betrapt Johan en Pirrewiet, maar een bewoner van het kasteel, Dagobert, helpt de helden ontsnappen. Hij raadt hen aan bewijs voor het verraad van Arent bij Kerkersteen te halen.
Pirrewiet wordt beste maatjes met Kerkersteen, die hem de brief van Arent laat zien waarin hij vraagt de hertog gevangen te houden. Het kost hem de grootste moeite de brief te stelen, maar samen met Johan slaagt hij toch. Ze ontsnappen en kunnen dankzij het bewijs en de getuigenissen van Dagobert en de herbergier net op tijd verhinderen dat de hertog - nog steeds onder invloed - zijn rijk afstaat aan Arent.